# Rivière Cassian
Pour les articles homonymes, voir Cassian.
La rivière Cassian est un affluent de la rivière Jacques-Cartier, coulant dans les municipalités de Saint-Gabriel-de-Valcartier et de Stoneham-et-Tewkesbury, dans la municipalité régionale de comté (MRC) La Jacques-Cartier, dans la région administrative de la Capitale-Nationale, dans la province de Québec, Canada.
La vallée de la rivière Cassian est desservie par des routes forestières secondaires. La partie inférieure est desservie indirectement para la route de Tewkesbury qui passe du côté est de la rivière Jacques-Cartier.
La foresterie constitue la principale activité économique du secteur ; les activités récréotouristique, en second. La réserve écologique de Tantaré couvre une partie du lac Cassian. Par ailleurs, le bassin versant de la rivière Cassian comporte 4,77 km2 dans le parc national de la Jacques-Cartier.
La surface de la rivière Cassian (sauf les zones de rapides) est généralement gelée de début décembre à fin mars ; la circulation sécuritaire sur la glace se fait généralement de fin décembre à début mars. Le niveau de l'eau de la rivière varie selon les saisons et les précipitations ; la crue printanière survient en mars ou avril.

## Géographie
Les principaux bassins versants voisins de la rivière Cassian sont :
- côté nord : [rivière Jacques-Cartier ;
- côté est : rivière Jacques-Cartier, lac Saint-Thomas, ruisseau Saint-Vincent ;
- côté sud : rivière aux Pins, rivière Jacques-Cartier, fleuve Saint-Laurent ;
- côté ouest : rivière Tourilli, rivière Chézine.

À partir de l'embouchure du lac Monière le cours de la rivière descend sur 28,5 km selon les segments suivants :
- 3,4 km vers le sud, notamment en traversant le lac Chandler (longueur : 0,8 km ; altitude : 669 m), jusqu'à son embouchure ;
- 4,9 km vers le sud en recueillant la décharge (venant du nord) du lac Barré et la décharge (venant de l'est) des lacs Richou, Demers et Bastien, ainsi qu'en traversant le lac Boisselle (longueur : 1,2 km ; altitude : 624 m), jusqu'à son embouchure ;
- 0,7 km vers l'ouest en traversant une série de rapides et en recueillant la décharge (venant du nord) du lac Pageau et du Petit lac Pageau, jusqu'à un coude de rivière ;
- 2,8 km vers le sud, notamment en recueillant la décharge (venant de l'est) du Lac des Bouleaux et en traversant le lac Levraut (longueur : 0,6 km ; altitude : 559 m), jusqu'à son embouchure ;
- 5,4 km vers le sud en traversant consécutivement sur 2,0 km le Lac de la Vessie (altitude : 556 m) et sur 2,2 km le Lac Cassian (altitude : 556 m), jusqu'au barrage à son embouchure. Note : La forme du lac Cassian ressemble à une botte dont les orteils touchent le barrage au sud-est. Un détroit d'une centaine de mètres relie le Lac de la Vessie et le Lac Cassian ;
- 1,4 km vers l'est en recueillant la décharge du lac Chartré, jusqu'à un coude de rivière ;
- 7,5 km vers le sud dans une vallée encaissée en courbant progressivement vers l'est, jusqu'à un coude de rivière ;
- 1,2 km vers le sud dans une petite plaine, en parallèle du côté ouest au cours de la rivière Jacques-Cartier, jusqu'à son embouchure[2].

La rivière Cassian se déverse sur la rive ouest de la rivière Jacques-Cartier. À partir de cette confluence, le courant descend sur 31,8 km généralement vers le sud en suivant le cours de la rivière Jacques-Cartier laquelle se déverse sur la rive nord-ouest du fleuve Saint-Laurent.

## Toponymie
Le toponyme rivière Cassian a été officialisé le 5 décembre 1968 à la Banque des noms de lieux de la Commission de toponymie du Québec.